# Нидерландские Антильские острова на летних Олимпийских играх 1960
Нидерландские Антильские острова принимали участие в Летних Олимпийских играх 1960 года в Риме (Италия) во второй раз за свою историю, пропустив Летние Олимпийские игры 1956 года, но не завоевали ни одной медали. Страну представляли 5 тяжелоатлетов.

## Результаты соревнований

### Тяжёлая атлетика
| Категория   | Спортсмены      | Вес   | Жим   | Жим   | Жим | Рывок | Рывок | Рывок | Толчок | Толчок | Толчок | Всего | Место |
| Категория   | Спортсмены      | Вес   | 1     | 2     | 3   | 1     | 2     | 3     | 1      | 2      | 3      | Всего | Место |
| ----------- | --------------- | ----- | ----- | ----- | --- | ----- | ----- | ----- | ------ | ------ | ------ | ----- | ----- |
| до 56 кг    | Эктор Куриэль   | 56,0  | 82,5  | 87,5  | 90  | 85    | 90    | 92,5  | 120    | 125    | 125    | 305   | 11    |
| до 67,5 кг  | Рюди Монк       | 67,4  | 110   | 110   | 110 | —     | —     | —     | —      | —      | —      | —     | —     |
| до 90 кг    | Рамиро Фермин   | 89,8  | 120   | 125   | 125 | 120   | 125   | 125   | 145    | 150    | 150    | 395   | 13    |
| до 90 кг    | Хосе Флорес     | 87,2  | 132,5 | 132,5 | 135 | 107,5 | 112,5 | —     | 140    | 150    | —      | 392,5 | 14    |
| свыше 90 кг | Эдуардо Адриана | 120,0 | 140   | 150   | 155 | 122,5 | 130   | —     | 160    | 160    | 160    | 277,5 | —     |